# Годи (Пјаченца)
Годи је насеље у Италији у округу Пјаченца, региону Емилија-Ромања.
Према процени из 2011. у насељу је живело 73 становника. Насеље се налази на надморској висини од 142 м.